# Pseuderanthemum diversifolium
Pseuderanthemum diversifolium är en akantusväxtart som först beskrevs av Friedrich Anton Wilhelm Miquel, och fick sitt nu gällande namn av Ludwig Radlkofer. Pseuderanthemum diversifolium ingår i släktet Pseuderanthemum och familjen akantusväxter. Inga underarter finns listade i Catalogue of Life.